# 加里斯
加里斯（Garies）是南非的城鎮，位於該國西部，由北開普省負責管轄，距離斯普林博克110公里，面積37.55平方公里，2001年人口1,655，人口密度每平方公里44人。
30°33′28″S 17°59′22″E / 30.5578°S 17.9894°E